# Eurylaime vert
Calyptomena viridis
Espèce
Statut de conservation UICN

 NT  : Quasi menacé
L'Eurylaime vert (Calyptomena viridis) est une espèce de passereau appartenant à la famille des Calyptomenidae.

## Description
Comme son nom l'indique l'Eurylaime vert possède un plumage entièrement vert émeraude, marqué de barres noires sur les ailes et de quelques points noirs le cou. La femelle est légèrement plus terne et ne possède pas de taches noires sur le cou. 

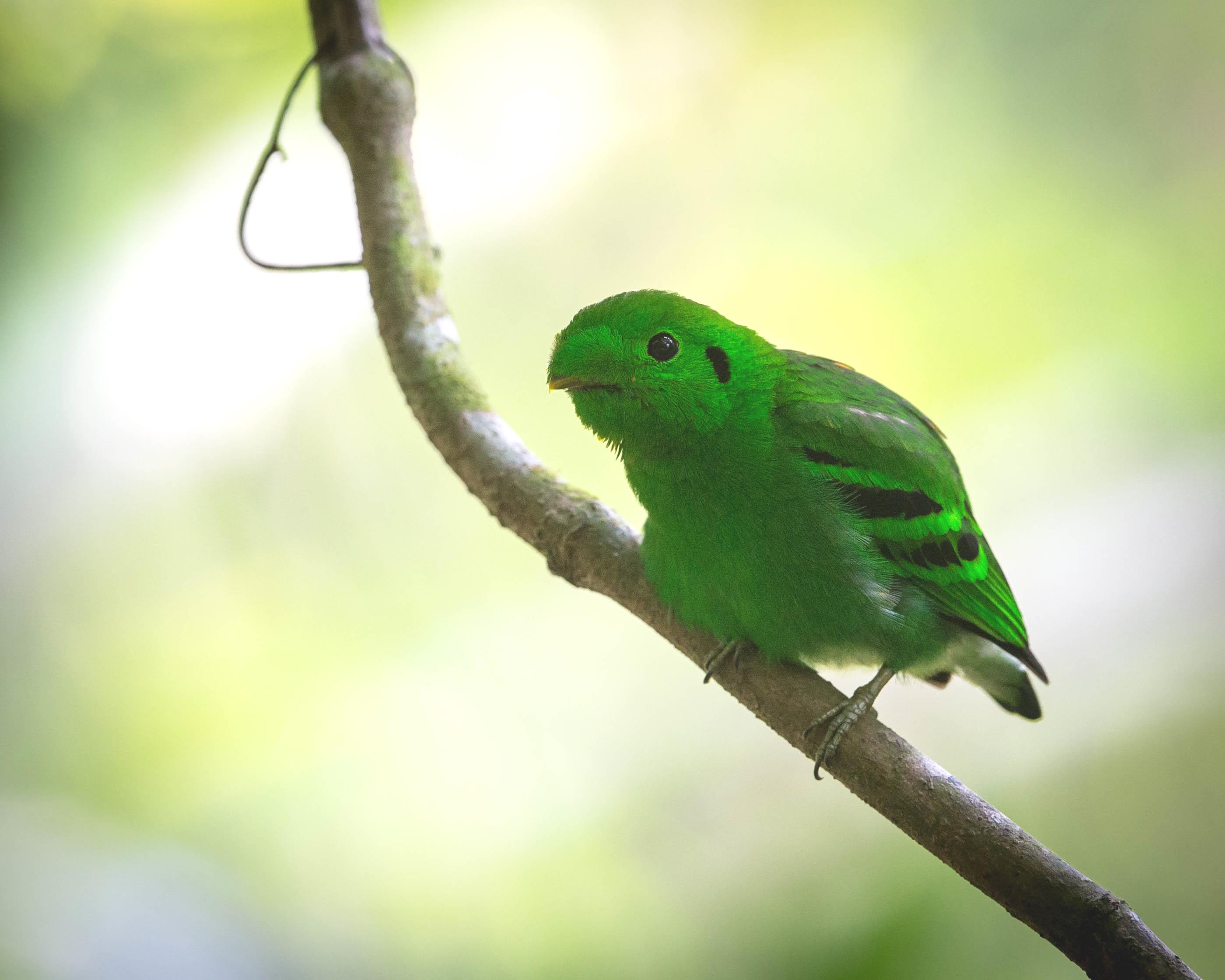
Eurylaime vert, Thaïlande

C'est un petit oiseau mesurant environ 19 cm, au corps trapu et rondelet. Il a une queue courte et une grosse tête orné, au-dessus du bec large et court, d'une dense touffe de plumes courtes le dissimulant partiellement.

## Comportement
Se déplace en petits groupes, dans la canopée, avec parfois d'autres oiseaux, à la recherche de nourriture. Se nourrit principalement de figues et d'autres fruits tendres, ainsi que de bourgeons et parfois d'insectes comme les termites volants. Comportement reproducteur peu connu. Peut être polygame. Les deux parents par contre confectionnent un nid très particulier en forme de poire suspendu en général au-dessus de l'eau. La femelle y pond 2 ou 3 œufs généralement.

## Repartition
Vit dans la canopée des forêts tropicales humides de la Péninsule Malaise, de Bornéo et de Sumatra.

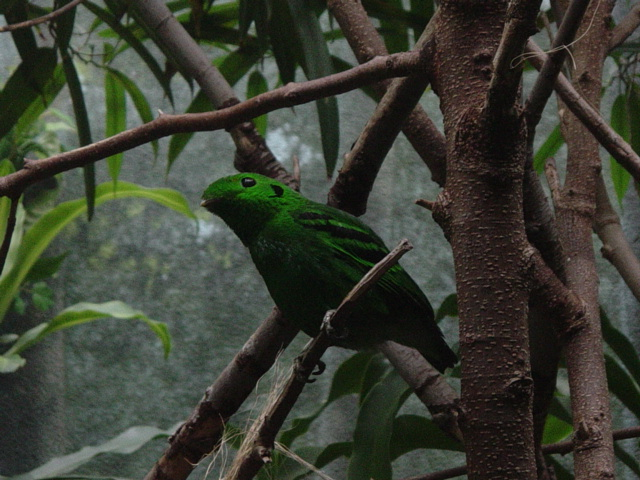

## Sous-espèces
Selon la classification de référence du Congrès ornithologique international (14.2, 2024) il existe les trois sous-espèces suivantes :
- Calyptomena viridis viridis Raffles, 1822 — péninsule Malaise
- Calyptomena viridis gloriosa Deignan, 1947 — Sumatra et Bornéo
- Calyptomena viridis siberu Chasen & Kloss, 1926 — îles Mentawaï